# Ichneumon contrarius
Ichneumon contrarius là một loài tò vò trong họ Ichneumonidae.